# John Ensign
John Ensign   (Roseville, 25 de març de 1958) és un polític estatunidenc, membre del  Partit Republicà i senador de Nevada al Congrés dels Estats Units des de 2001.

## Biografia
John Ensign va néixer el 25 de març de 1958 a  Roseville (Califòrnia) abans que la seva família es traslladés a Nevada.
A més de  veterinari, és també un home de negocis, i ha obert a Las Vegas un hospital per a animals, obert les 24 hores.
El 1994, es llança a la política i és triat en la Cambra dels Representants dels Estats Units. És reelegit el 1996.
El 1998, es va presentar a les eleccions per al lloc de senador de Nevada al Congrés dels Estats Units, però va ser derrotat pel titular demòcrata, Harry Reid, per només 428 vots.
El 2000, es torna a presentar al lloc de senador. Aquesta vegada venç al seu rival demòcrata  Ed Bernstein per un marge de 55% -40%, i passa a ocupar el seient del senador demòcrata Richard Bryan.
Segons el lobby "American Conservative Union", Ensign és, juntament amb Chuck Hagel (Nebraska) i Don Nickles (Oklahoma) un dels senadors més conservadors del Congrés en 2003.
El matí del 30 de gener de 2006, Ensign i el seu ajudant són ferits lleus en un accident de trànsit a Las Vegas.
El 2006, es presenta a un nou mandat de senador, tot i tenir una taxa d'aprovació de només el 49%.
El 7 de novembre de 2006, és reelegit amb el 55% dels vots, contra el 41% obtingut per Jack Carter, fill de l'expresident Jimmy Carter.